# Weinrieth
Weinrieth ist ein Gemeindeteil des Marktes Tännesberg im Landkreis Neustadt an der Waldnaab (Oberpfalz, Bayern).

## Geographie
Der Weiler liegt 0,3 Kilometer östlich des Flusses Pfreimd an der westlichen Seite des Kleinen Weinbergs. Der Ort liegt an der Gemeindeverbindungsstraße von Großenschwand nach Weinrieth auf 500 Meter Höhe.

## Geschichte
Im Jahre 1808 kam es auf Anweisung der Regierung zur Bildung von Steuerdistrikten. Im Landgerichtsbezirk Vohenstrauß entstanden 47 Steuerdistrikte. Einer der Distrikte war Großenschwand mit den Ortsteilen Großenschwand, Reisach, Weinrieth und Tanzmühle. Die politische Gemeinde Reisach wurde 1818 durch das Gemeindeedikt in Bayern errichtet. Zur Gemeinde Reisach gehörten der Ort Reisach und Weinrieth. 1830 kam es zum Zusammenschluss der Gemeinde Reisach mit dem Ortsteil Weinrieth mit der Gemeinde Döllnitz. Gebietsteile der aufgelösten Gemeinde Döllnitz wurden am 1. Juli 1976 nach Tännesberg eingemeindet.

## Kultur und Sehenswürdigkeiten

### Bauwerke
Bischof von Anzer Kapelle

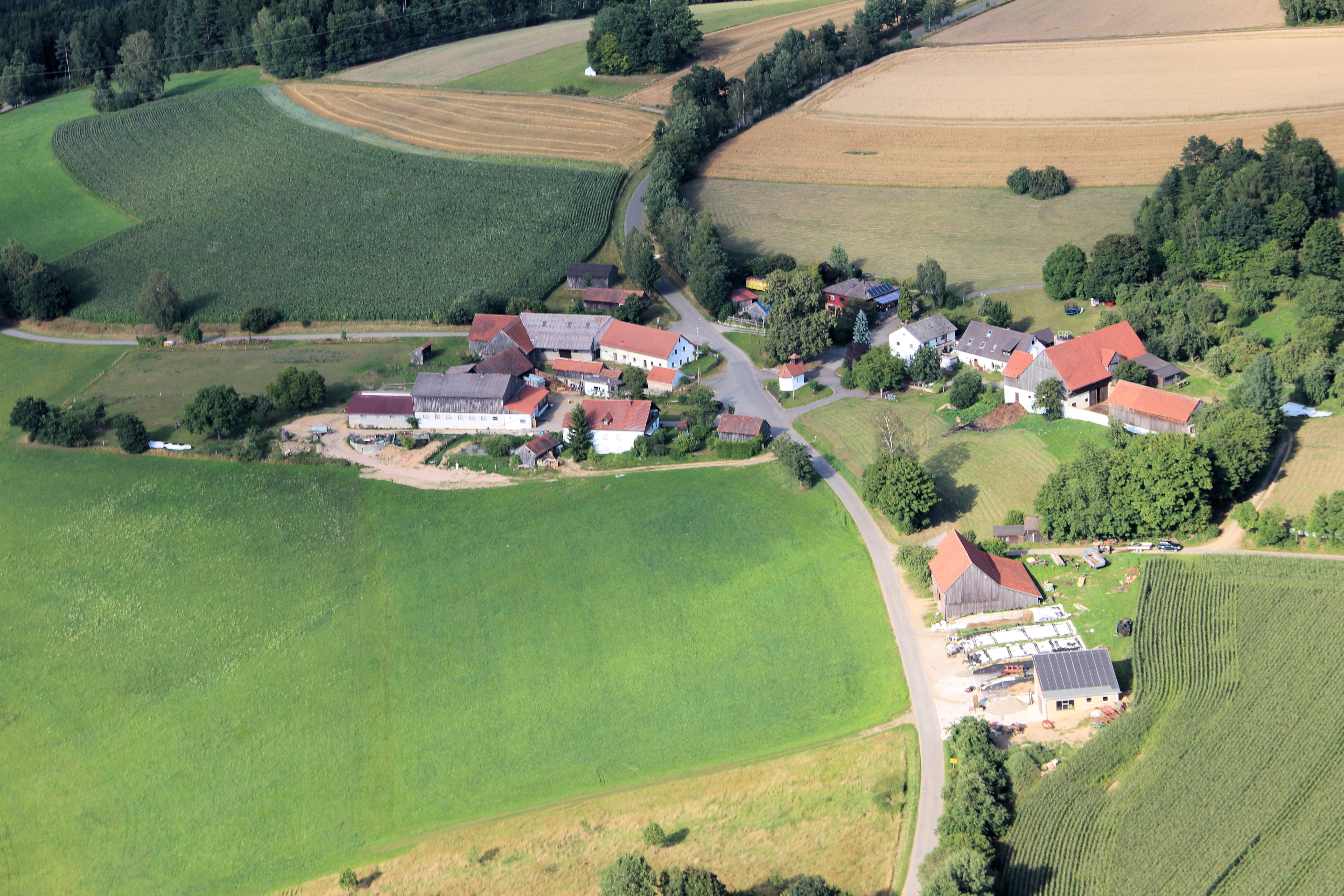
Weinrieth (2012)
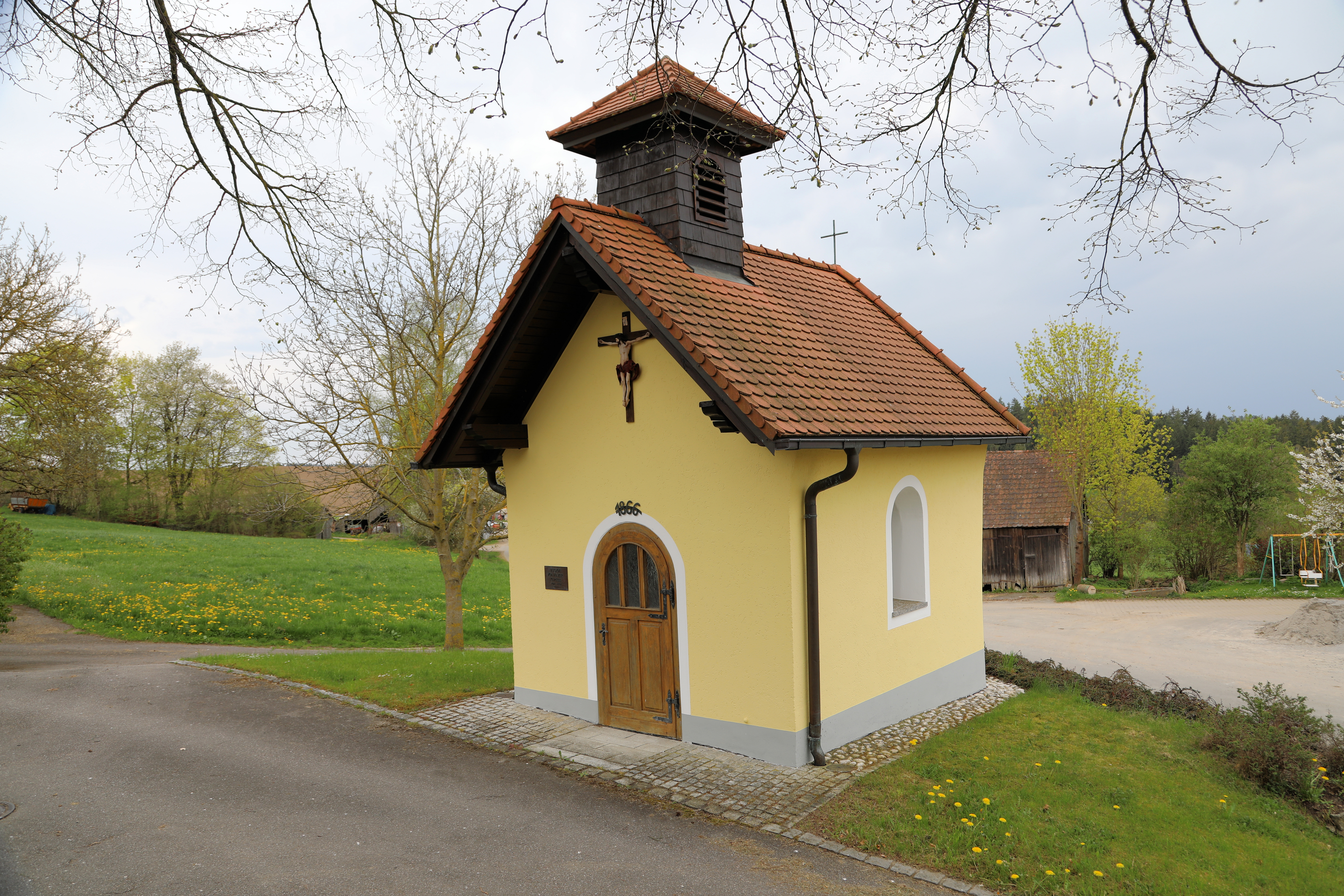
Kapelle (2023)
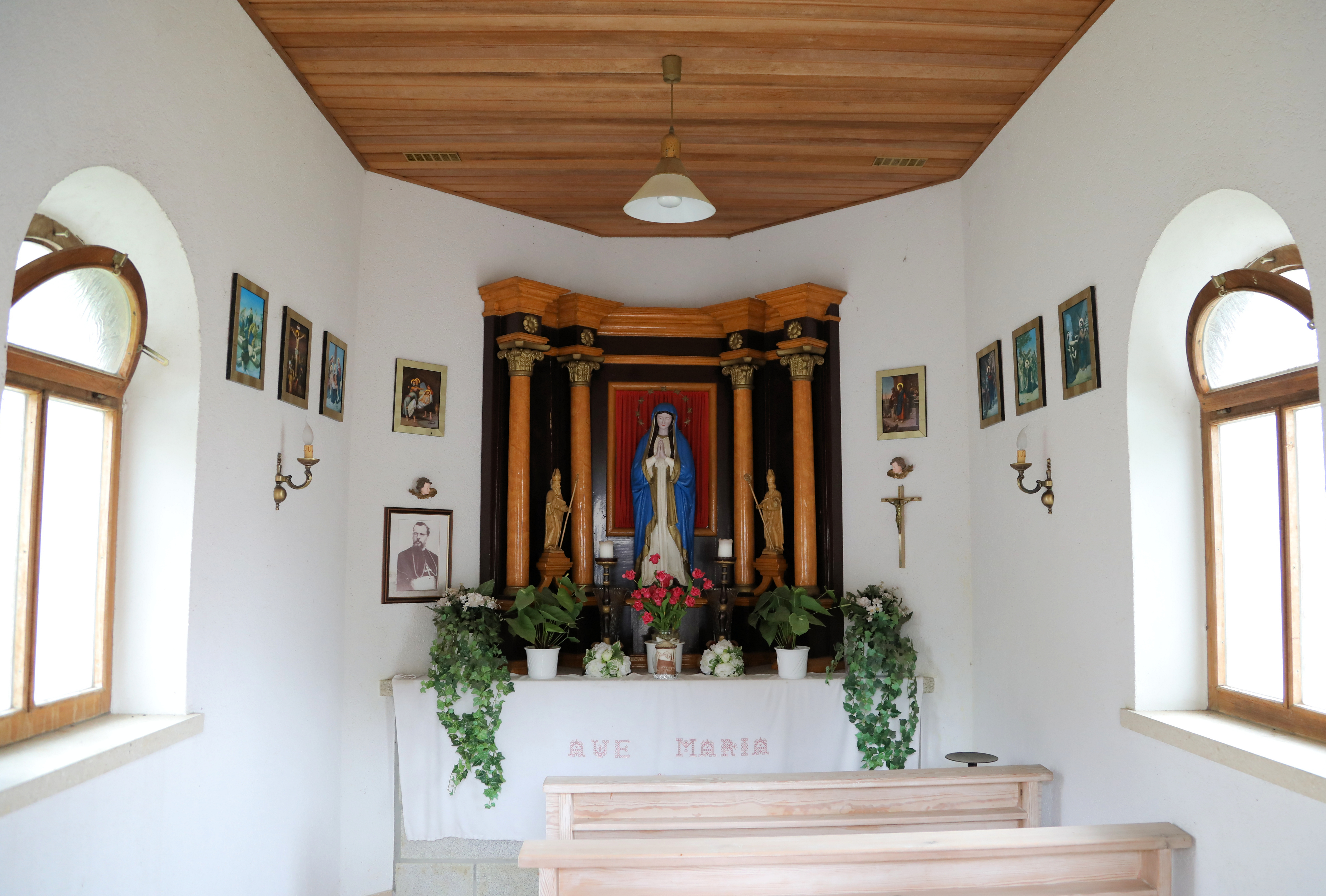
Kapelle (2023)
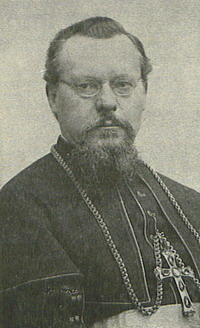
Bischof Anzer
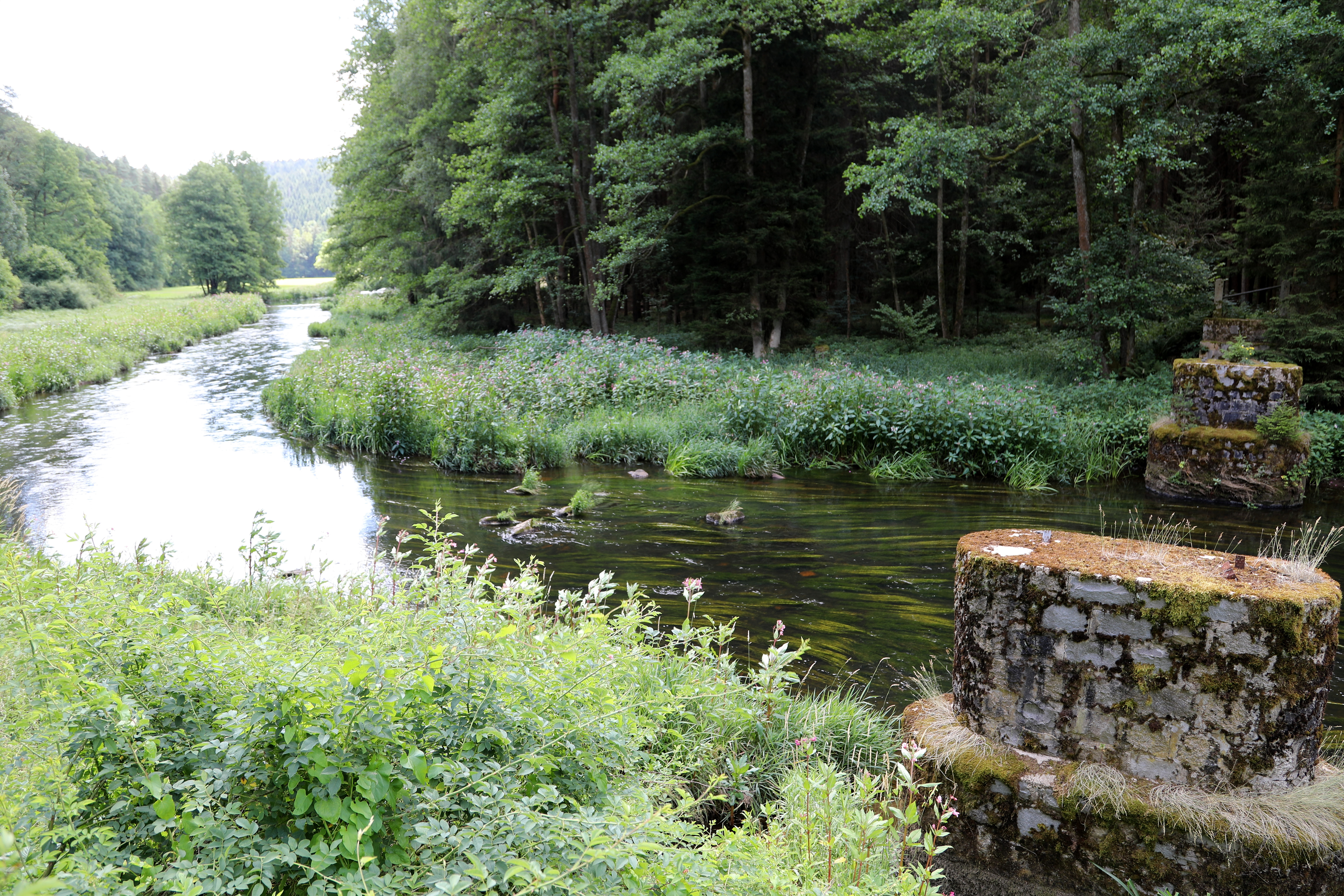
Relikte Anzersteig (2022)

## Persönlichkeiten
- Johann Baptist von Anzer (1851–1903), römisch-katholischer Bischof in China